# 8121 Altdorfer
A 8121 Altdorfer (ideiglenes jelöléssel 2572 P-L) a Naprendszer kisbolygóövében található aszteroida. Cornelis Johannes van Houten, Ingrid van Houten-Groeneveld és Tom Gehrels fedezte fel 1960. szeptember 24-én.